# Sideritis candicans var. multiflora
Sideritis candicans subsp. multiflora, comummente conhecida como selvageira é uma variedade de planta com flor pertencente à família Lamiaceae. 
A autoridade científica da variedade é (Bornm.) Mend.-Heuer, tendo sido publicada em Vieraea 3: 135. 1973 (1974).

## Portugal
Trata-se de uma variedade presente no território português, nomeadamente no Arquipélago da Madeira.
Em termos de naturalidade é endémica da região atrás referida.

## Protecção
Não se encontra protegida por legislação portuguesa ou da Comunidade Europeia.